# 利索-別列濟夫卡
49°24′29″N 27°48′52″E / 49.40806°N 27.81444°E
利索-貝雷濟夫卡（烏克蘭語：Лісо-Березівка）是位於烏克蘭西部的村莊，由赫梅利尼茨基州裡赫梅利尼茨基區的萊蒂奇夫市鎮負責管轄。該村面積0.83平方公里，海拔高度303米，2001年人口178，人口密度每平方公里215.2人。